# Meccano (groupe)
Pour les articles homonymes, voir Meccano (homonymie).
Meccano est un groupe italien de pop et Italo disco, actif entre 1983 et 1990, formé par Walter Bassani et Nadia Bani.

## Histoire
Le groupe est formé en 1983 par l'auteur-compositeur et ingénieur du son Walter Bassani et la chanteuse Nadia Bani. Ils font leurs débuts en 1984 avec le single S.O.S. T.E./F.B.I. et l'année suivante, ils sortent Endless Refrain (40e place des charts italiens), qui est également un succès en France.
En 1985, ils sortent leur plus grand succès, Down Down Romeo, qui sort également aux États-Unis fin 1986 et atteint la première place du classement HNRG du Billboard. En 1986, ils participent pour la première fois au festival de Sanremo dans la section Nuove proposte avec la chanson Ipnotica (45e place des charts italiens). La chanson, dans sa version en anglais intitulée Activate My Heart, est diffusée dans le monde entier. L'été de la même année, ils participent au Festivalbar avec la chanson Alle porte dell'est (45e place des charts italiens), avec laquelle ils remportent le disque vert dans la catégorie DJ STAR,. Cette chanson est également traduite en anglais sous le titre Walk in a Stranger Dream.
En 1987, ils sortent le single Extra, qui connaît un grand succès au Japon, atteignant la première place des charts dance japonais. La chanson anticipe le premier album du groupe, Extrameccano. En 1989, Nadia seule, toujours sous le nom de Meccano, participe à nouveau au festival de Sanremo avec la chanson Le ragazze come me, qui donne également le titre à l'album de cette année-là. Ce dernier, traduit en anglais par This is My World, ne sort que pour le marché japonais. Le projet s'arrête en 1990. 

## Discographie

### Albums studio
- 1987 : Extrameccano  (Keepon Musik)
- 1989 : Le ragazze come me (DDD - La Drogueria di Drugolo)
- 1989 : This Is My World  (Seven Seas) (reprise en anglais de Le ragazze come me publiée au Japon)

### EP
- 1986 : Activate My Heart/Down Down Romeo/Endless Refrain

### Singles
- 1984 : S.O.S. T.E.E./F.B.I.
- 1985 : Endless Refrain/Endless Refrain (instrumental)
- 1985 : Down Down Romeo/Endless Refrain
- 1986 : Activate My Heart/Ipnotica
- 1986 : Alle porte dell'est/Walk in a Stranger Dream
- 1987 : Extra/Girls Don't Cry Anymore
- 1988 : Fantastic/Down Down Romeo (remix)
- 1988 : Attenti a noi (46e place des charts italiens[2]) / Come il mare
- 1989 : Le ragazze come me/Un amore per vincere